# Jean-Paul Moncorgé
Pour les articles homonymes, voir Gabin et Moncorgé.
Jean-Paul de Asis Trem dit Jean-Paul Moncorgé, est un acteur de cinéma français né en 1981.

## Biographie
Il est le fils du propriétaire-éleveur de chevaux Christian de Asis Trem et de la cinéaste Florence Moncorgé-Gabin, et le petit-fils de l'acteur Jean Gabin.
En 2003, il joue son premier rôle dans le téléfilm Un été amoureux (Thomas), puis celui de Julien dans le film Un fils sans histoire en 2004.
En 2006, il est Paulo dans le film qu'a écrit et réalisé sa mère, Le Passager de l'été, dont le scénario est très inspiré des souvenirs d'enfance, du vécu personnel, des passions de sa mère et des souvenirs de son grand-père.

## Filmographie

### Cinéma
- 2006 : Le Passager de l'été de Florence Moncorgé-Gabin : Paulo #1

### Télévision
- 2003 : Julie Lescaut épisode 6 saison 12, Vengeances de Bernard Uzan : Robin
- 2003 : Un été amoureux (Téléfilm) : Thomas
- 2004 : Un fils sans histoire (Téléfilm) : Julien
- 2006 : Louis Page (Série TV) : Vincent
- 2008 : Elles & Moi (Série TV) : Toni